# Troglohyphantes nigraerosae
Troglohyphantes nigraerosae is een spinnensoort in de taxonomische indeling van de hangmatspinnen (Linyphiidae).
Het dier behoort tot het geslacht Troglohyphantes. De wetenschappelijke naam van de soort werd voor het eerst geldig gepubliceerd in 1971 door Paolo Marcello Brignoli.